# Sven-Åke Hjälmroth
Sven-Åke Gunnar Hjälmroth, född 10 juli 1930 i Godegård i Östergötland, död 9 november 2016, var chef för Säkerhetspolisen 1976–1987 och länspolismästare i Stockholm 1987–1996.

## Biografi
Sven-Åke Hjälmroth började sin yrkeskarriär på posten som brevbärare. Hjälmroths karriär inom polisen startade 1961 då han började arbeta på Polisväsendets organisationsnämnd (PON). Därefter deltog han i arbetet med att förstatliga polisväsendet, ett arbete som pågick mellan 1963 och 1965, bland annat som föredragande i en särskild tillsättningsnämnd. 
Mellan 1965 och 1970 arbetade Hjälmroth på Försvarsdepartementet, hos Riksåklagaren samt på Rikspolisstyrelsen. År 1970 utnämndes han till byråchef på personal- och kameralbyrån vid Stockholmspolisen. Hjälmroth efterträdde Hans Holmér först som chef för Säkerhetspolisen, 1976, och sedan som länspolismästare i Stockholms län, 1987. Han slutade som länspolismästare 1996, då han gick i pension.
Hjälmroth är begravd på Huddinge kyrkogård.